# Nazareth (Belgia)
Nazareth este o comună neerlandofonă situată în provincia Flandra de Est, regiunea Flandra din Belgia. La 1 ianuarie 2011 avea o populație totală de 11.252 locuitori. 

## Geografie
Comuna actuală Nazareth a fost formată în urma unei reorganizări teritoriale în anul 1977, prin înglobarea într-o singură entitate a 2 comune învecinate. Suprafața totală a comunei este de 35,19 km². Comuna este subdivizată în secțiuni, ce corespund aproximativ cu fostele comune de dinainte de 1977. Acestea sunt:
| - I. Nazareth - II. Eke |

Localitățile limitrofe sunt:
- a. De Pinte
- b. Zevergem (De Pinte)
- c. Semmerzake (Gavere)
- d. Asper (Gavere)
- e. Ouwegem (Zingem)
- f. Kruishoutem
- g. Petegem-aan-de-Leie (Deinze)
- h. Astene (Deinze)
- i. Deurle (Sint-Martens-Latem)